# État du Venezuela
1830–1864
Entités précédentes :
- Grande Colombie

Entités suivantes :
- États-Unis du Venezuela

L'État du Venezuela était une république sud-américaine créée en 1830 et remplacée en 1864 par les États-Unis du Venezuela après la victoire du Parti Libéral dans la première guerre civile vénézuélienne. Il s'agit du premier régime politique vénézuélien inclus dans la Quatrième République.

## Séparation de la Colombie
L'État du Venezuela est né à la suite de la crise politique de la Grande Colombie qui s'est terminée par sa dissolution. Dans le District du Nord, le 13 janvier 1830, le général José Antonio Páez appelle à l'élection des députés pour un congrès constituant et proclame l'autonomie vénézuélienne devant le gouvernement colombien, dirigé par Simón Bolívar.
Le Congrès de Valence s'est réuni à partir du 6 mai, deux jours après la démission de Bolívar de la présidence colombienne. Le Congrès a tenu des sessions jusqu'au 14 octobre, date à laquelle la nouvelle Constitution a été approuvée et les autorités nationales ont été choisies. Ainsi est née officiellement la République du Venezuela ; indépendant de l'Espagne et séparé de la Colombie.
Simón Bolívar, principal promoteur et unique raison de l'unité colombienne, est décédé le 17 décembre 1830, et avec lui, le rêve de la Grande Colombie.